# 竹田浩一
竹田 浩一（たけだ こういち、1982年5月31日 - ）は、日本の実業家、睡眠研究家、著作家である。
ムーンムーン株式会社代表取締役。一般社団法人熊本創生企業家ネットワーク副代表理事。

## 経歴
熊本県立熊本工業高等学校卒業。九州ルーテル学院大学人文学部卒業。

### 会社設立
2006年（平成18年）5月、DVDコンテンツ製造販売チクデン合同会社を設立。
2011年（平成23年）7月、快眠グッズ製造販売ムーンムーン株式会社を設立。
熊本本社、東京支店、ニューヨーク支社が拠点。

## 人物
幼少期から睡眠障害で悩む。
2005年九州ルーテル学院大学在籍時に個人事業主として創業。
2006年サッカー指導者向けやラーメン店開業希望者向けにノウハウをDVDに収め販売するチクデン合同会社を設立。
2011年28歳の時に光で起こす目覚まし時計を使い8歳から悩んでいた睡眠障害を克服。
同年、光で起こす目覚まし時計を製造販売するムーンムーン株式会社を設立。
元々は朝5時に寝て昼12時に起きる夜型生活だったが睡眠障害克服後は朝5時に起き夜10時に寝る生活を続ける。
趣味はサッカー。

### 受賞
2017年 中小企業庁「はばたく中小企業・小規模事業者300社」に選定

## 著書
- 睡眠改善インストラクターが教える「眠りの魔法」（2018年8月、ぱる出版）

## メディア出演

### テレビ番組
- 変ラボ（2016年6月2日、日本テレビ）
- マツコの知らない世界（2019年2月26日、TBS）